# Razers flygplats
Razer, eller Razers flygplats (persiska: فرودگاه رازر, Forudgah-e Razer), även Kuran wa Munjans flygplats, är en flygplats i Afghanistan. Den ligger i distriktet Kuran wa Munjan och provinsen Badakhshan.